# 우징이 (1994년)
우징이(중국어 정체자: 吳靜依, 병음: Wú Jìngyī, 한자음: 오정의, Jing WU, 1994년 2월 10일 ~ )은 대만의 배우이다.

## 방송
- 기적적여아
- 량진길시